# Budding
Budding er en klassisk dessert.
Budding laves af mælk, sukker og en form for animalsk eller vegetabilsk stivelse som husblas eller majsmel samt en eller flere ingredienser, der giver smag. Desserten har en solid konsistens og indeholder ikke lufthuller. Den serveres ofte med et frugttilbehør som kirsebærsovs eller jordbærpuré, flødeskum eller vanillecreme.
Budding har stor udbredelse i Midt- og Sydeuropa. I Storbritannien betyder pudding både en dampet kage, blodpølse (black pudding) og i middelklassen og overklassen dessert generelt. De desserter der i Storbritannien kommer tættest på den danske budding kaldes flan eller blanc-mange.